# Tristan Vukčević
Tristan Vukčević (serbisch-kyrillisch Тристан Вукчевић, griechisch Τριστάν Τσαλίκης-Βούκτσεβιτς Tristan Tsalikis-Vouktsevits; * 11. März 2003 in Siena) ist ein serbisch-schwedischer-griechischer Basketballspieler. Er spielt auf den Positionen des Power Forwards oder Centers.

## Laufbahn
Tristan Vukčević begann seine Basketballlaufbahn im Jahr 2016 in der Jugend von Olympiakos Piräus. Nach zwei Jahren wechselte der 15-jährige Vukčević im Sommer 2018 nach Spanien, in den Nachwuchs von Real Madrid. Dort begann er zunächst in der U-16 (Cadete A) und stieg zur Saison 2019/20 in die U-18-Mannschaft (Júnior) auf. Parallel dazu stand er auch im Aufgebot der B-Mannschaft der „Königlichen“ in der viertklassigen Liga EBA. Sein Debüt in der ersten Mannschaft feierte Vukčević am 11. Oktober 2020 in der spanischen Liga ACB beim 90:65-Sieg der Madrilenen auswärts gegen CB Gran Canaria. Am 21. März 2021 machte er in einer Ligabegegnung gegen Betis Sevilla bereits mit 11 Punkten und vier Rebounds in nur 14 Minuten Spielzeit auf sich aufmerksam und nur wenige Wochen später erreichte er dieselben Werte auch beim 87:85-Auswärtssieg gegen den Erzrivalen FC Barcelona.
Beim NBA-Draftverfahren 2023 wurde er an 42. Stelle von den Washington Wizards ausgewählt.

## Privates
Tristan Vukčević kam als Sohn des ehemaligen jugoslawischen Basketballspielers und serbisch-montenegrinischen Nationalspielers Dušan Vukčević und der schwedischen Modedesignerin Jade Cicak im italienischen Siena zur Welt, als sein Vater bei Montepaschi unter Vertrag stand. Nach dem Ende der aktiven Laufbahn seines Vaters im Jahr 2012, übersiedelte die Familie nach Athen, wo sein Vater als Fernsehkommentator arbeitete.